# Florus Wijsenbeek
Florus Ariël Wijsenbeek (Wassenaar, 16 juni 1944) is een Nederlands jurist en politicus en voormalig Europarlementariër voor de Volkspartij voor Vrijheid en Democratie (VVD).

## Levensloop
Florus Wijsenbeek is een zoon van Louis Wijsenbeek. Hij studeerde Nederlands recht aan de Universiteit Leiden. Hij begon zijn carrière als politiek assistent van Hans de Koster. Van 1971 tot 1972 was hij lid van de juridische dienst van de Europese Commissie en van 1972 tot 1973 was hij werkzaam als woordvoerder van de Liberale en Democratische fractie in het Europees Parlement. Daarna functioneerde Wijsenbeek als secretaris-generaal van de Federatie van de Liberale en Democratische Partijen in de Europese Gemeenschap. Van 24 juli 1984 tot 20 juli 1999 was hij lid van het Europees Parlement.

## Partijpolitieke functies
- Lid van het Europees Parlement voor de VVD
- Voorzitter van de VVD afdeling Den Haag

## Publicaties
- "Hoe verder met een Europees ideaal?" (1998) (samen met W.F. van Eekelen en J. van Kamminga)
- Bijdragen aan het Hollands Maandblad

- Gemeinsame Normdatei: 170274470
- International Standard Name Identifier: 0000 0000 5231 5304
- Library of Congress Control Number: nr2001029469
- Nederlandse Thesaurus van Auteursnamen: 069891761
- Parlement.com: vg09llzhlht2
- Virtual International Authority File: 9773842
- WorldCat: E39PBJtmrfKV9twD7dy4f8HDMP